# オレスト・キプレンスキー
オレスト・アダモビィチ・キプレンスキー（ロシア語: Орест Адамович Кипренский 1782年3月24日（ユリウス暦 3月13日）-1836年10月17日（ユリウス暦 10月5日））は、ロマン主義時代の著名なロシアの肖像画家。最もよく知られている作品はほぼ間違いなくアレクサンドル・プーシキンの肖像であり、それはすぐに詩人をして「その鏡は私をより良く映してくれた」と言った。

## 生涯
1782年3月24日にペテルブルク近郊のコパリエ村で生まれた。彼は地主アレクセイ・ディアコノフの落胤であり、彼の名字はギリシャの愛の女神の名の一つであるキュプリスに由来している。彼は農奴のアダム・シュヴァルベイの家庭で育てられた。キプレンスキーは農奴の生まれだったが、農奴の身分から解放され、その後、父親は1788年にペテルブルクの帝国芸術アカデミーの寄宿学校に入れさせた(当時、オレストはわずか6歳の頃であった)。
彼は1803年まで寄宿学校やアカデミーで学んだ。彼は大金メダルの獲得に向けて必要条件を満たした欠くことのできない寄宿生としてアカデミーでさらに3年以上生活を送った。 絵画『Prince Dmitri Donskoi after the Battle of Kulikovo（"クリコヴォの戦いの後のドミートリー・ドンスコイ"）』(1805年)によって初めて賞を授与され、若手芸術家がヨーロッパに留学して美術を学ぶことができる資格を与えられた。
卒業する1年前の1804年に彼は養父アダム・シュヴァルベイ (1804)の肖像画を描く、それは上出来であったという。その肖像画は同時代の人々に感銘を与え、それは後にナポリ美術アカデミーの会員らによってルーベンスまたはアンソニー・ヴァン・ダイクといったオールド・マスターの絵として手に取られる。キプレンスキーは帝国芸術アカデミーの会員に彼を原作者とする裏づけの手紙を求めなければならなかった。
以後、キプレンスキーはモスクワ(1809年)、トヴェリ(1811年)、ペテルブルク(1812年)にそれぞれ居住、1816年から1822年までローマやナポリに移住した。 イタリアで彼は現地の少女アンヌ・マリア・ファルッチ (マリウッチ) [Anna Maria Falcucci (Mariucci)] と出会い、愛情を抱いた。 彼は彼女を放縦な家族から買い取って、彼の被後見人にする。 イタリアを離れると、彼女をローマカトリックの女子修道院に送った。
1828年、キプリンスキーは友人であるサムエーレ・ハルベルグ（Samuil Galberg）から届いた手紙を受け、マリウッチが消息を絶ってしまったという知らせからイタリアに舞い戻った。 
キプリンスキーは別の女子修道院に移されたマリウッチを発見した。 結局、1836年に彼女と結婚した。 結婚したことからロシア正教からローマカトリックに改宗しなければならなかった。 同年に彼はローマで肺炎により没した。 サント・アンドレア・デッレ・フラッテ（ Basilica di Sant'Andrea delle Fratte）の教会に埋葬される。

## 作品

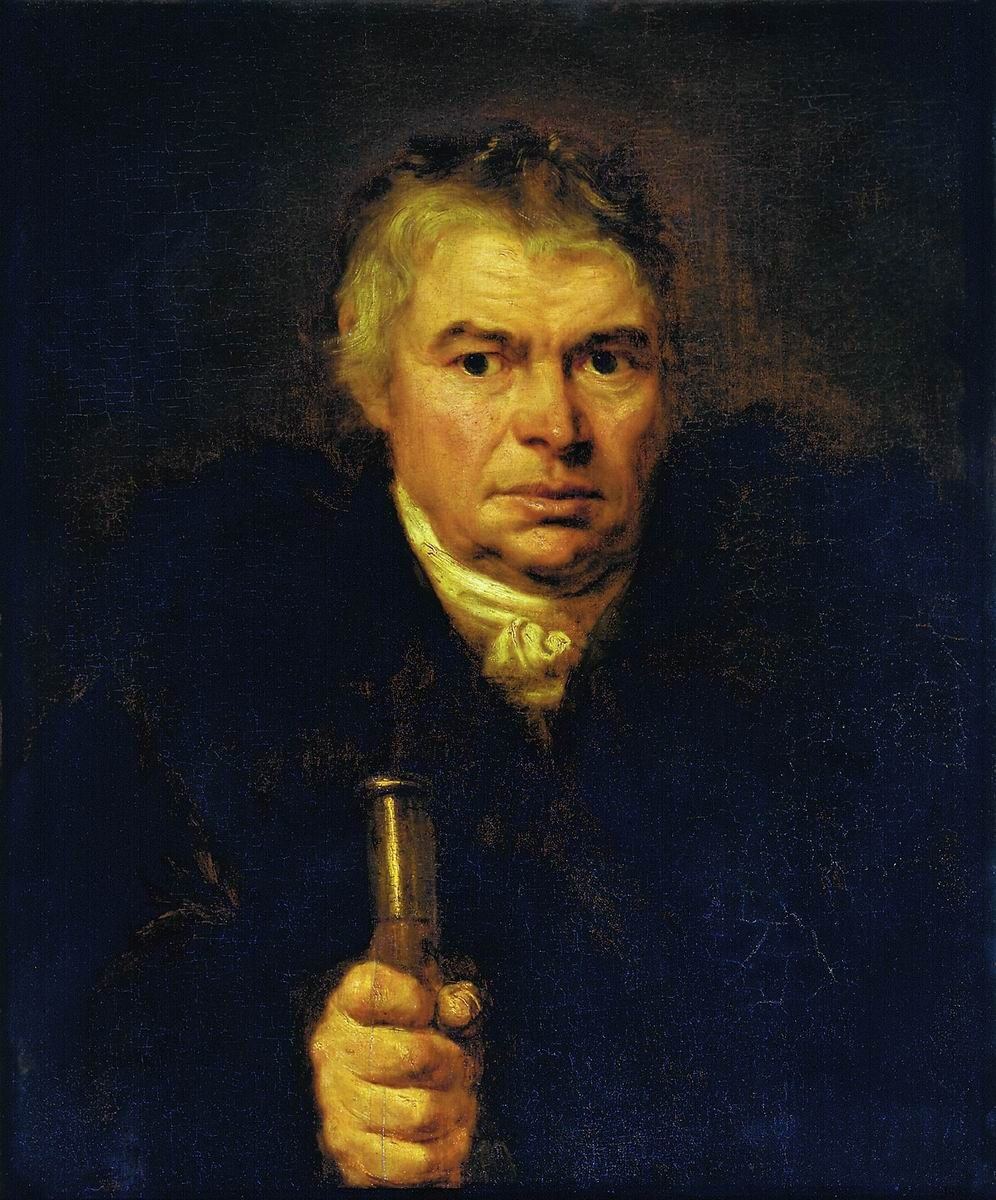
Portrait of Adam Shvabler, Orest's foster father, 1804
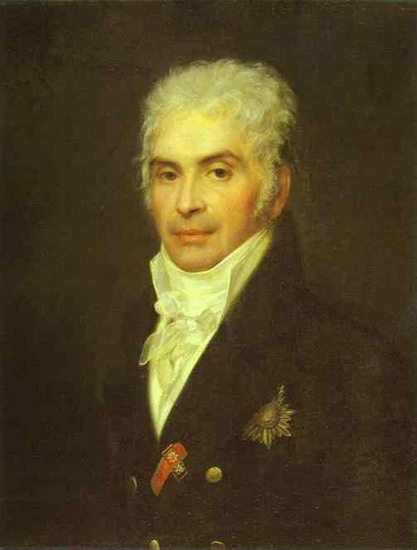
Portrait of Prince P. P. Scherbatov, 1808
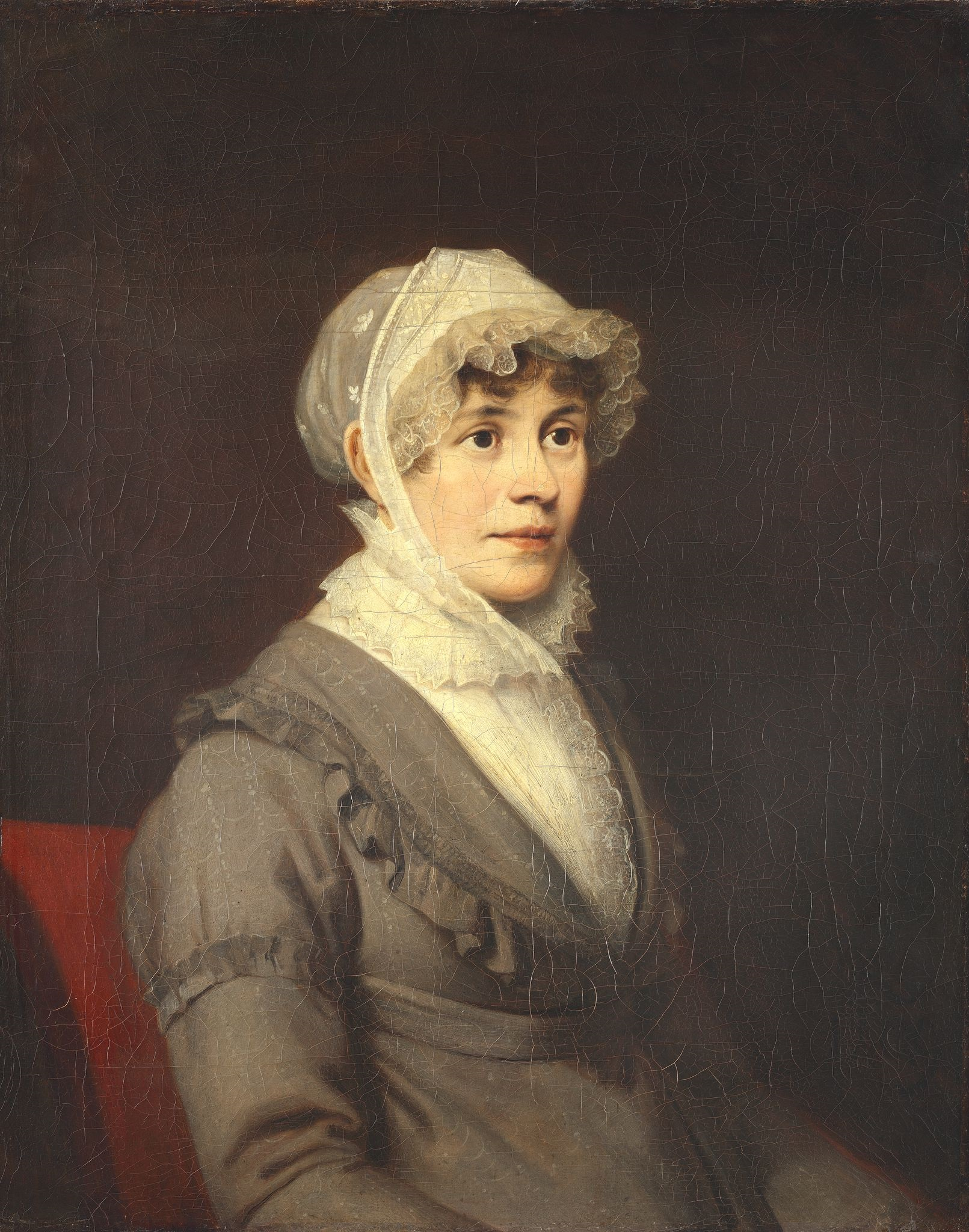
Portrait of Countess Ye. P. Rostopchina, 1809
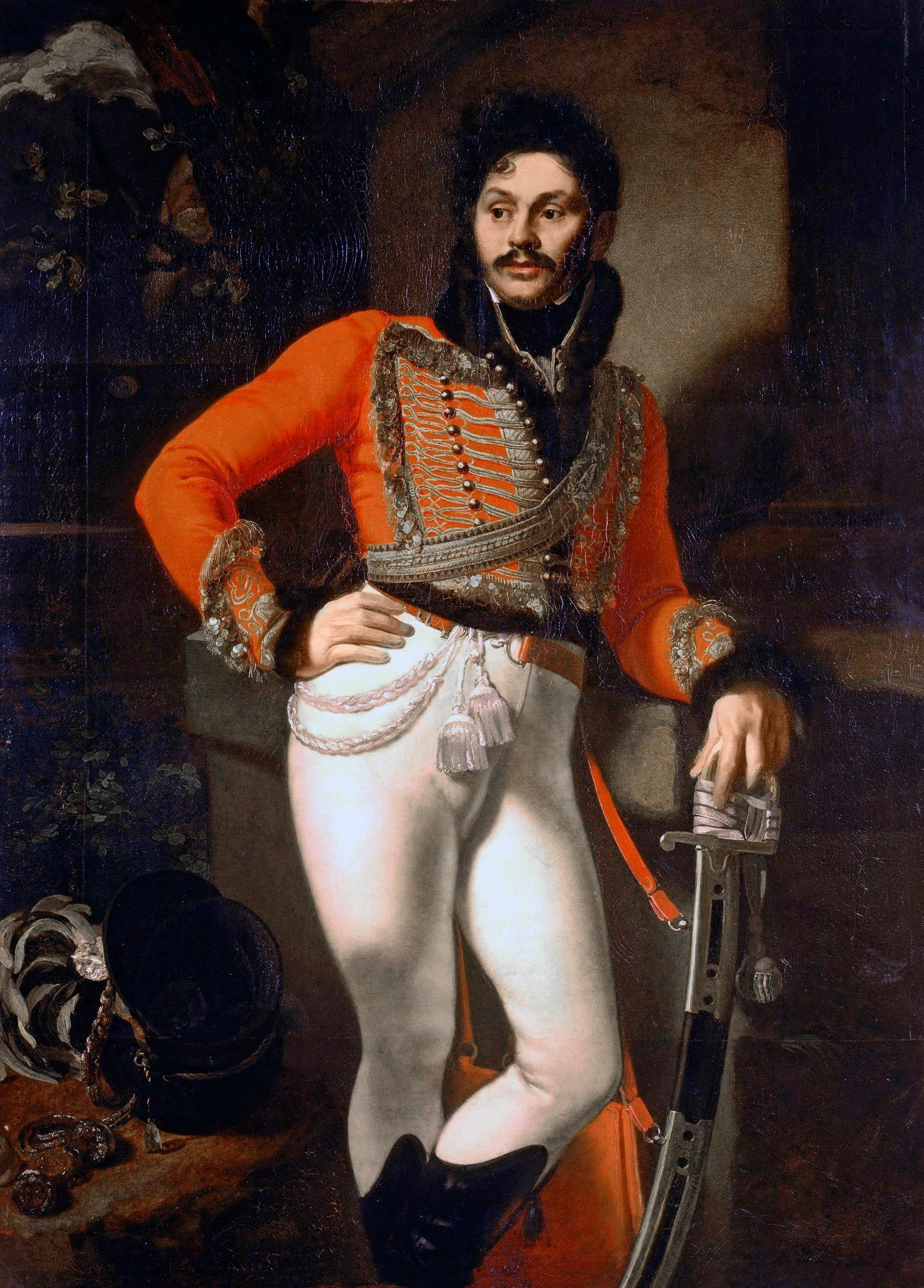
Portrait of Yevgraf Davydov, 1809
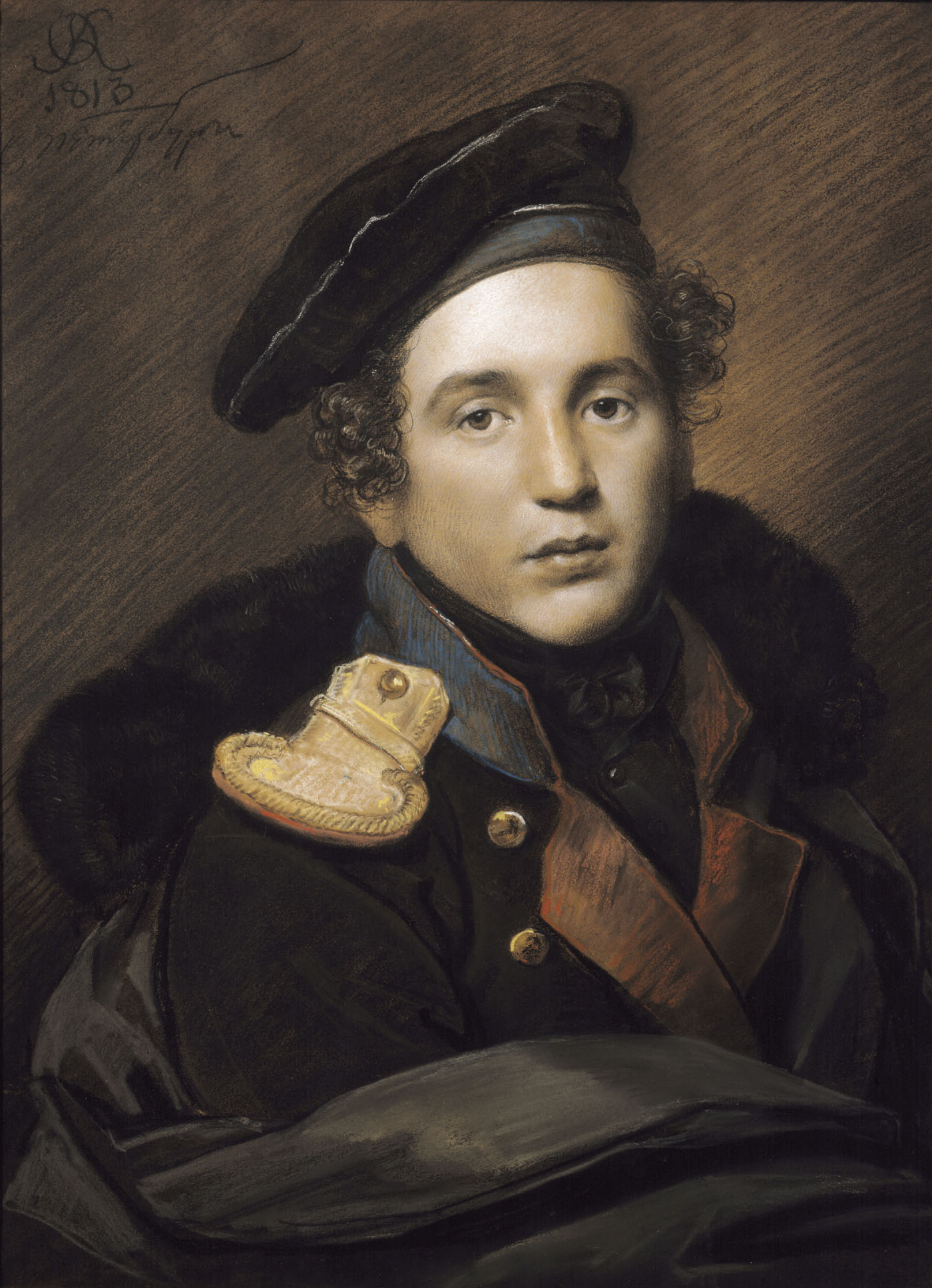
Portrait of Pyotr Olenin, 1813
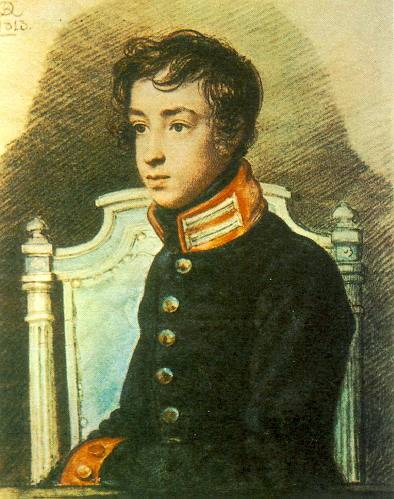
Portrait of A. P. Bakunin, 1813
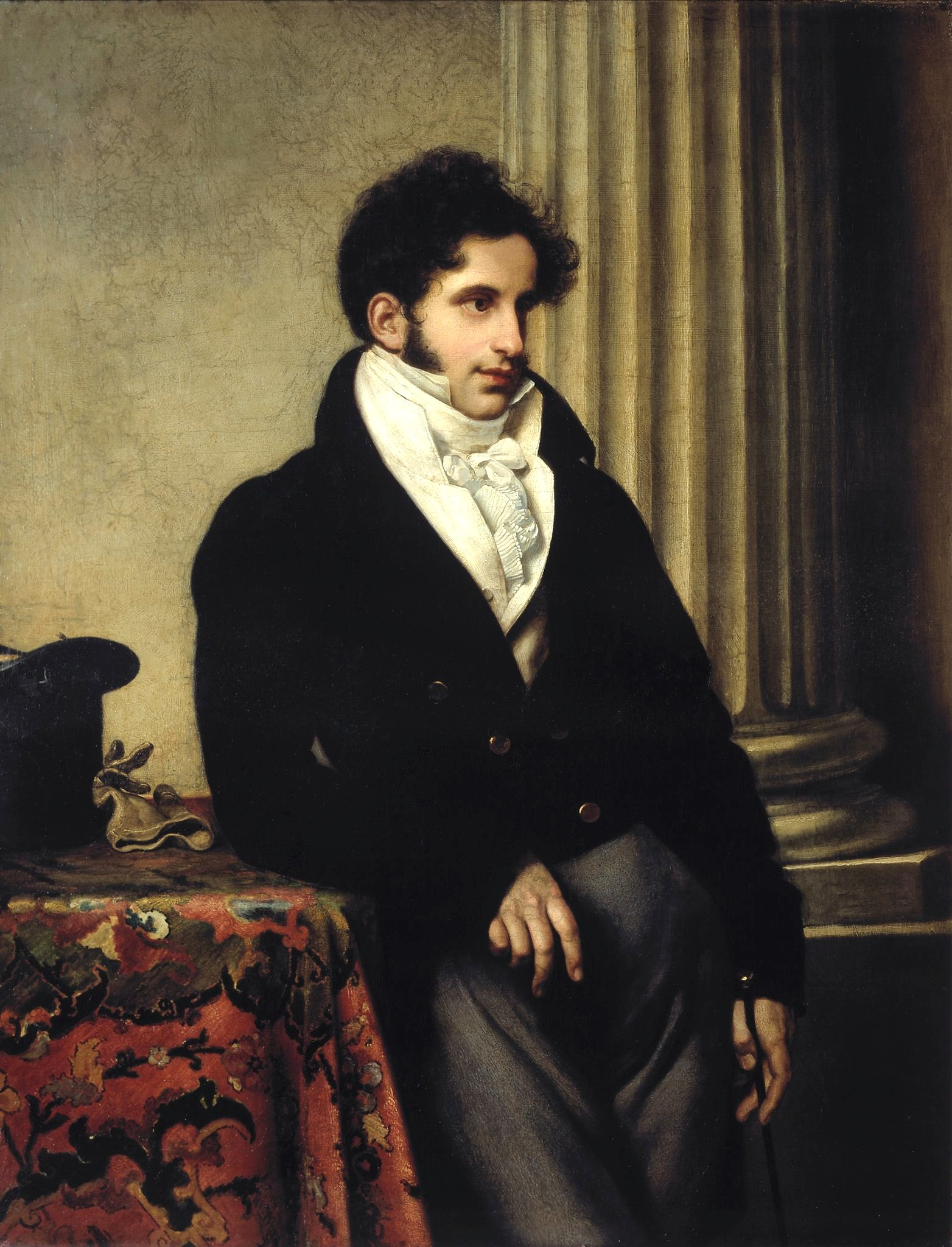
ウヴァーロフ(政治家), 1815
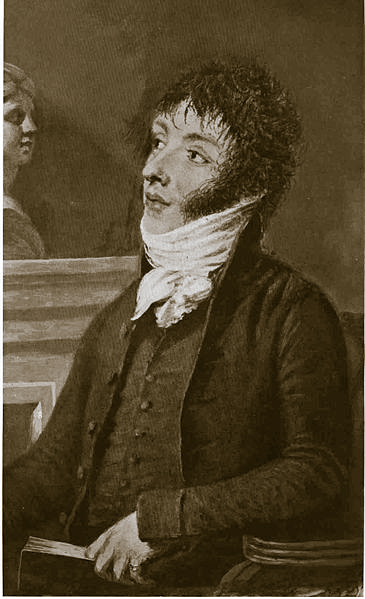
K.バーチュシコフ(詩人), 1815
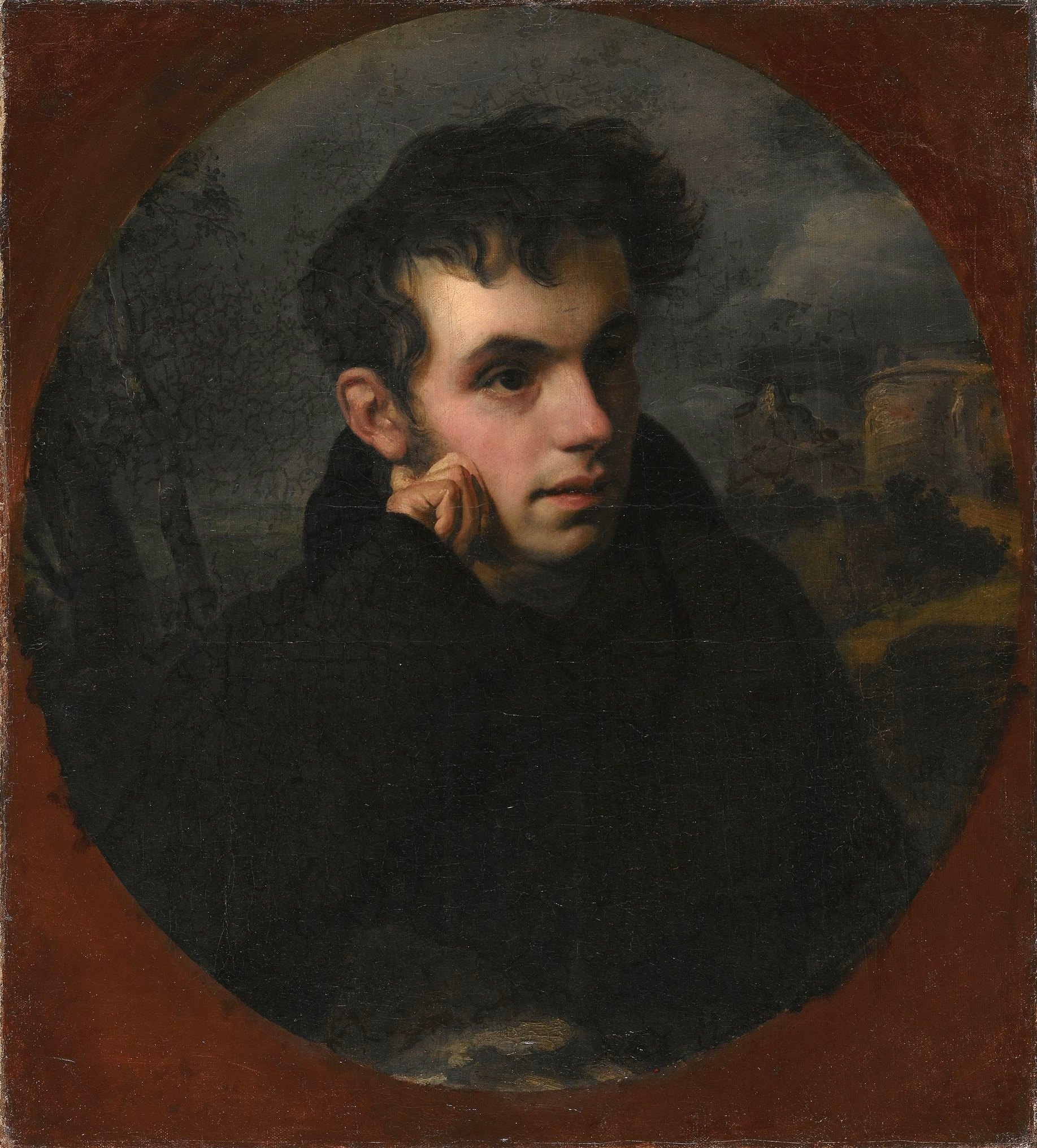
V.ジュコーフスキー(詩人), 1815
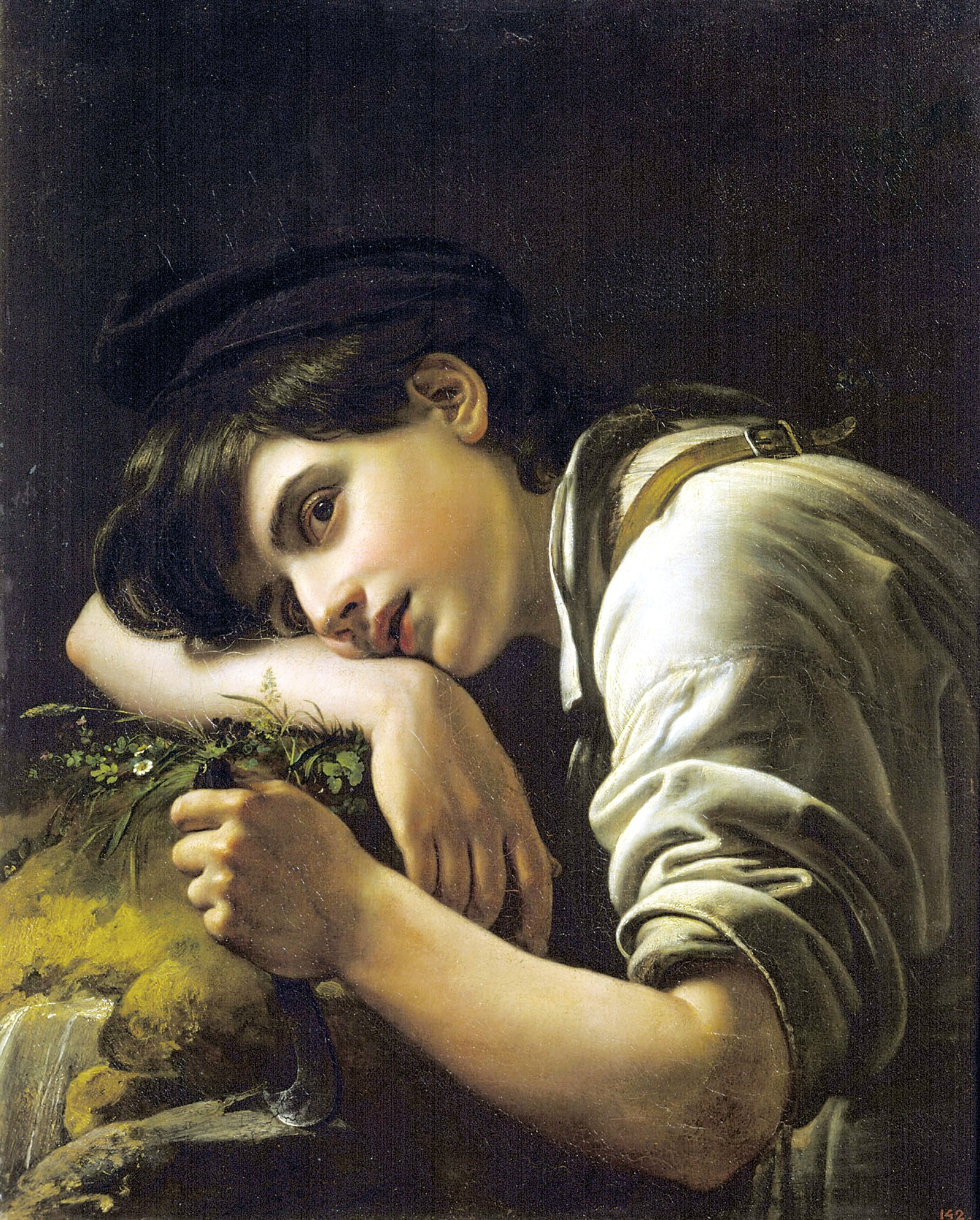
Young Gardener, 1817
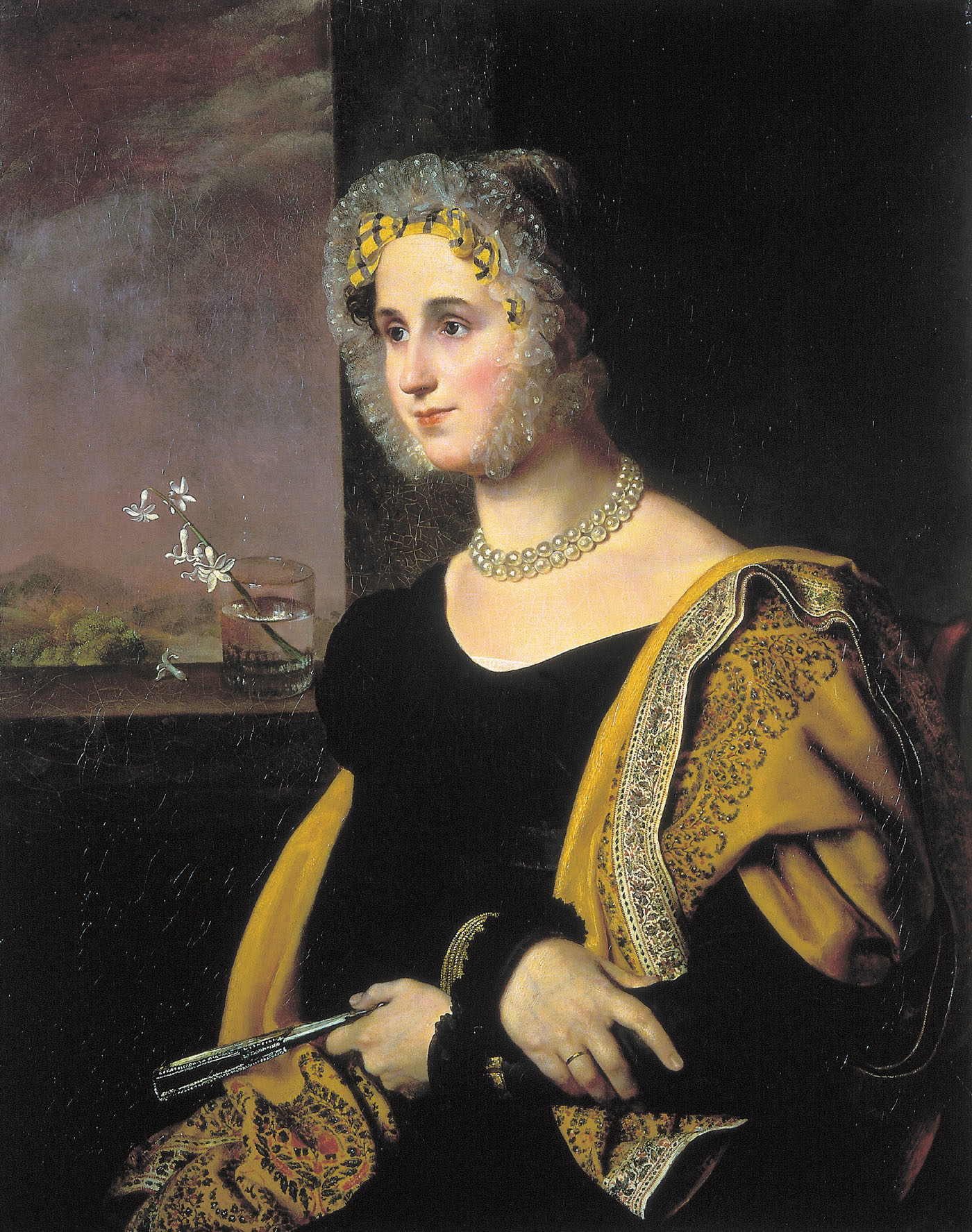
Portrait of Ekaterina Avdulina, 1822
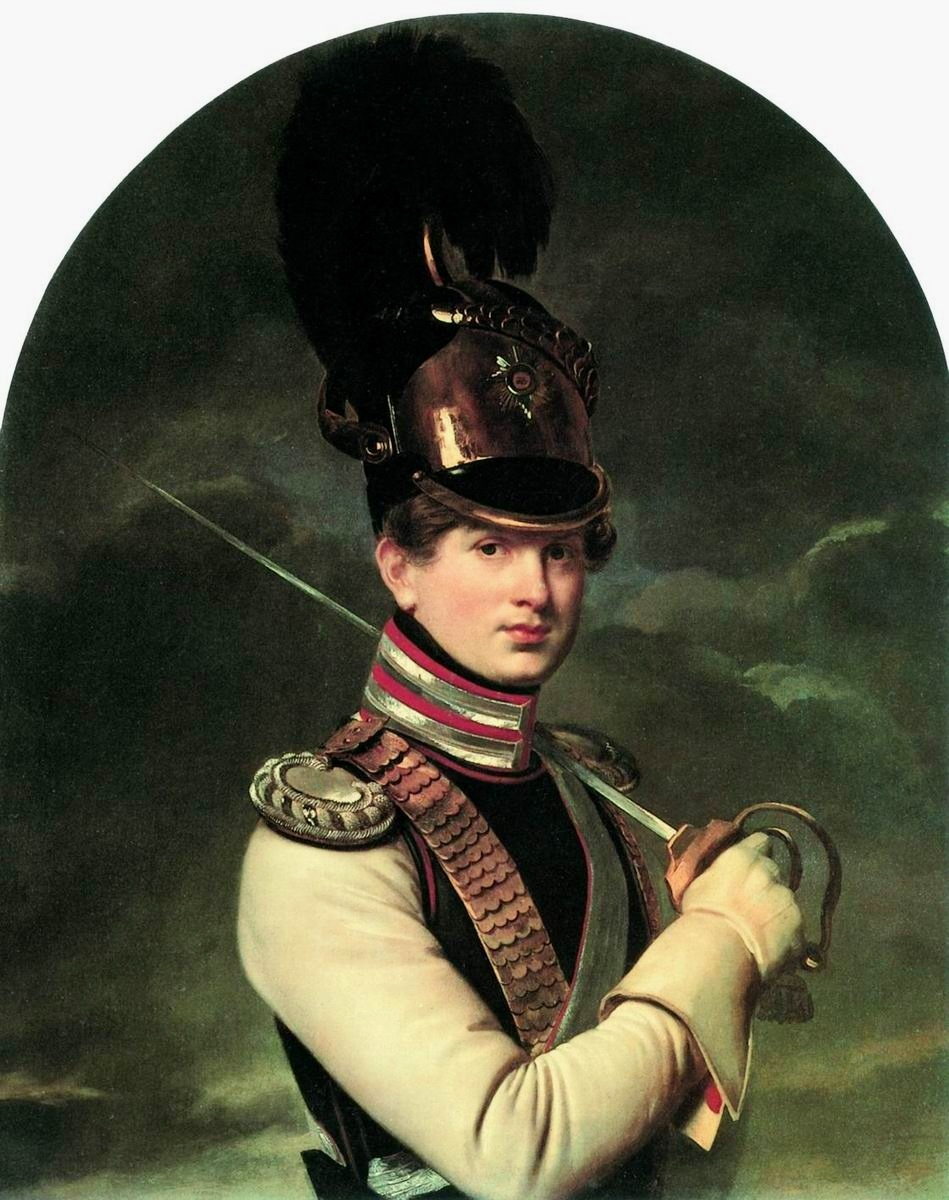
Portrait of Prince N. P. Trubetzkoy, 1826
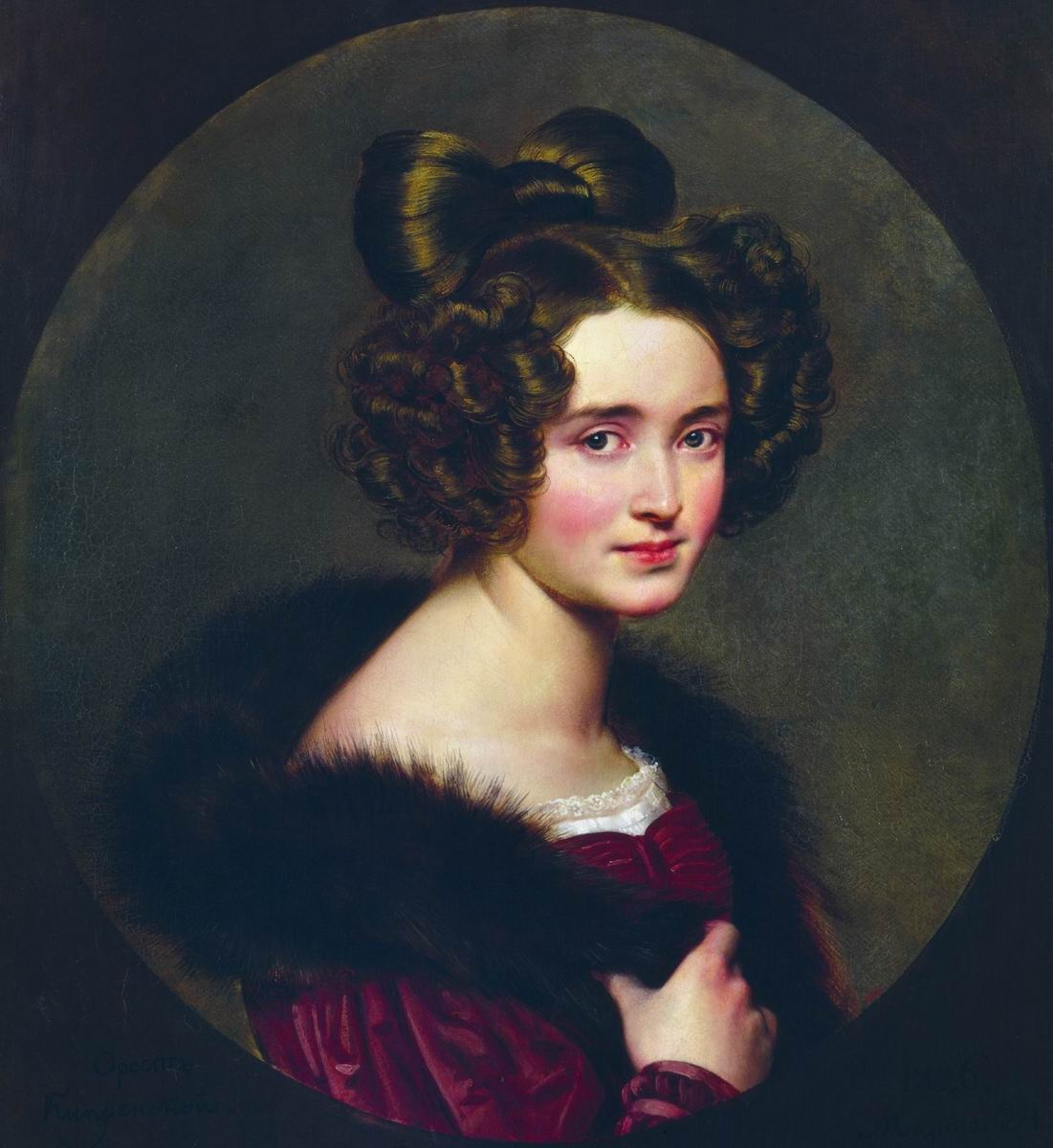
Portrait of O. A. Ryumina, 1826
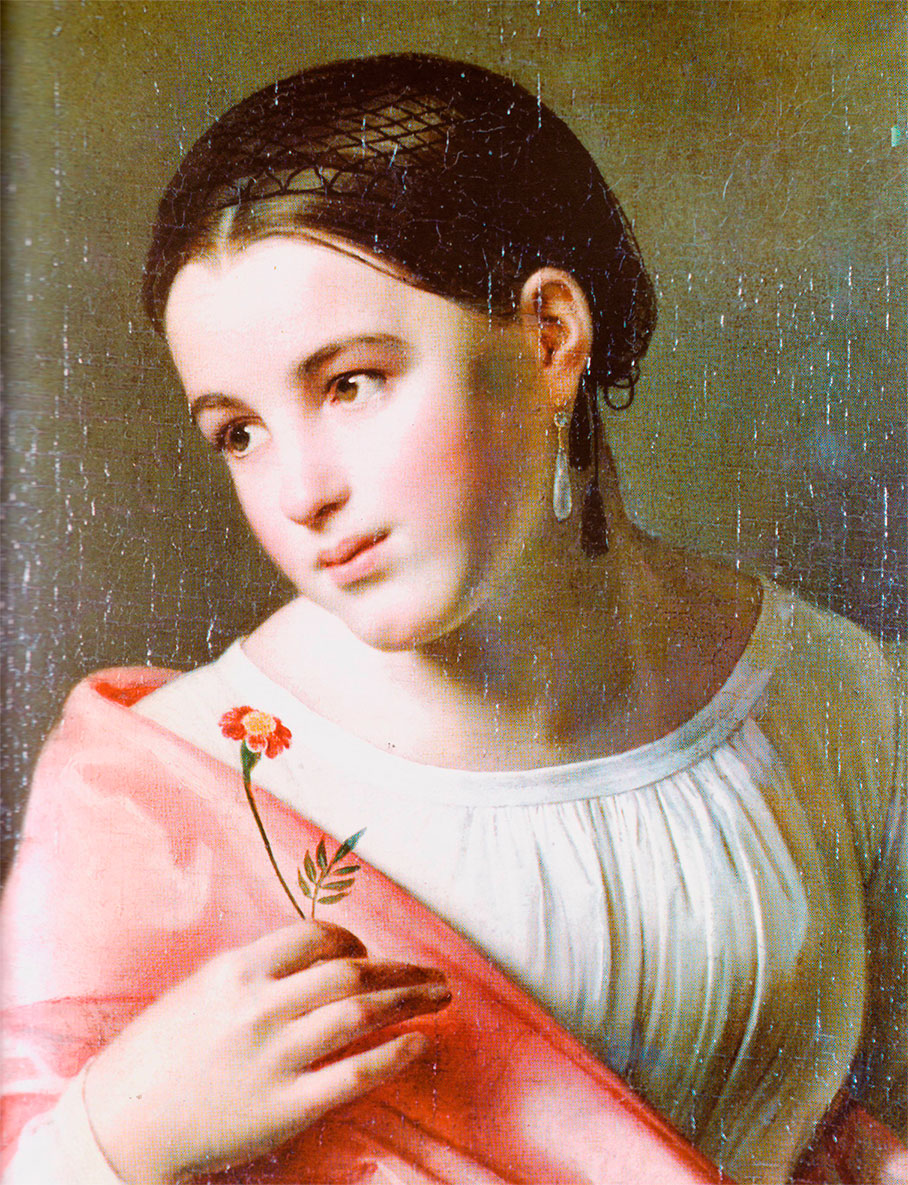
"Poor Liza",1827
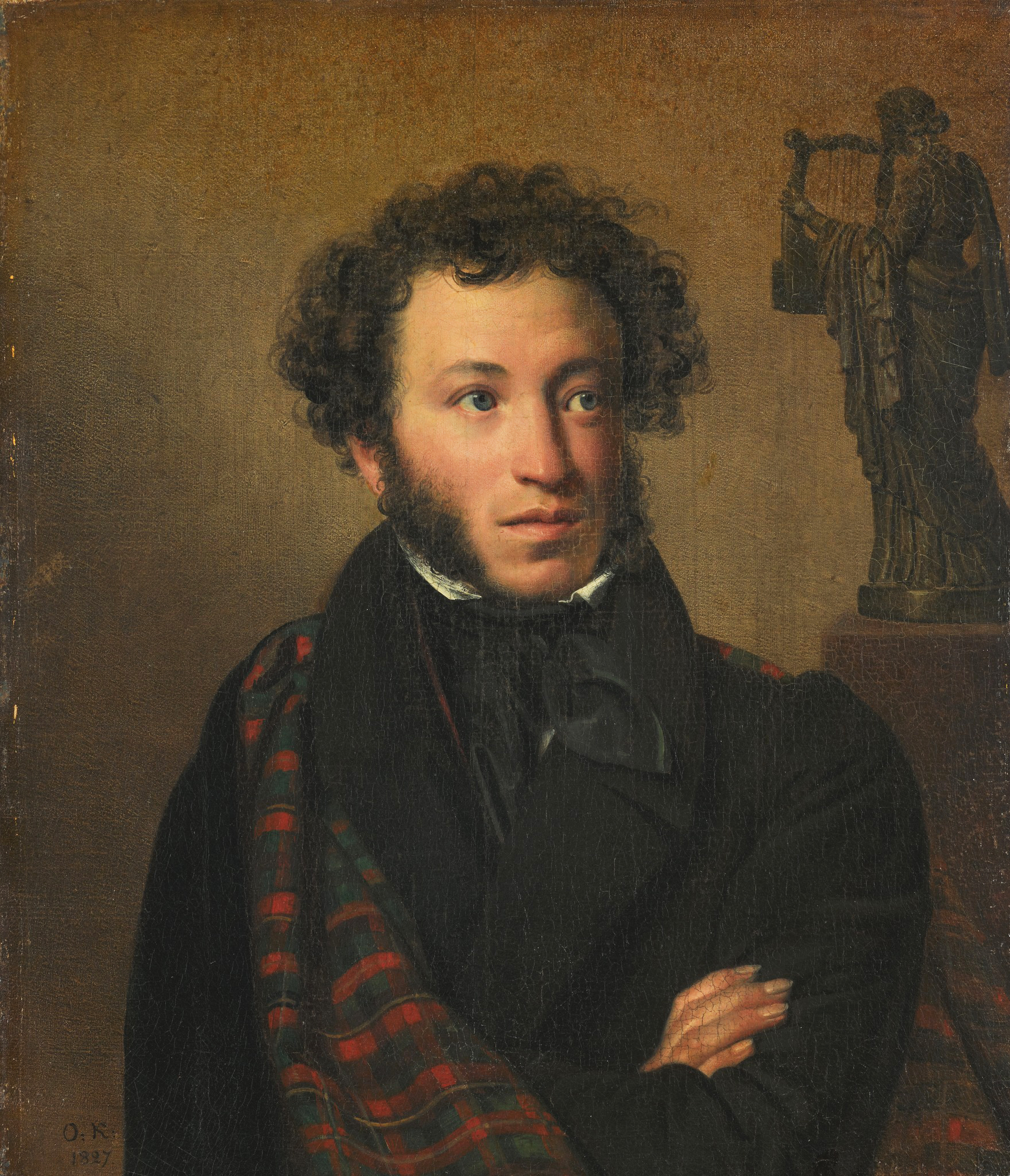
プーシキン, 1827
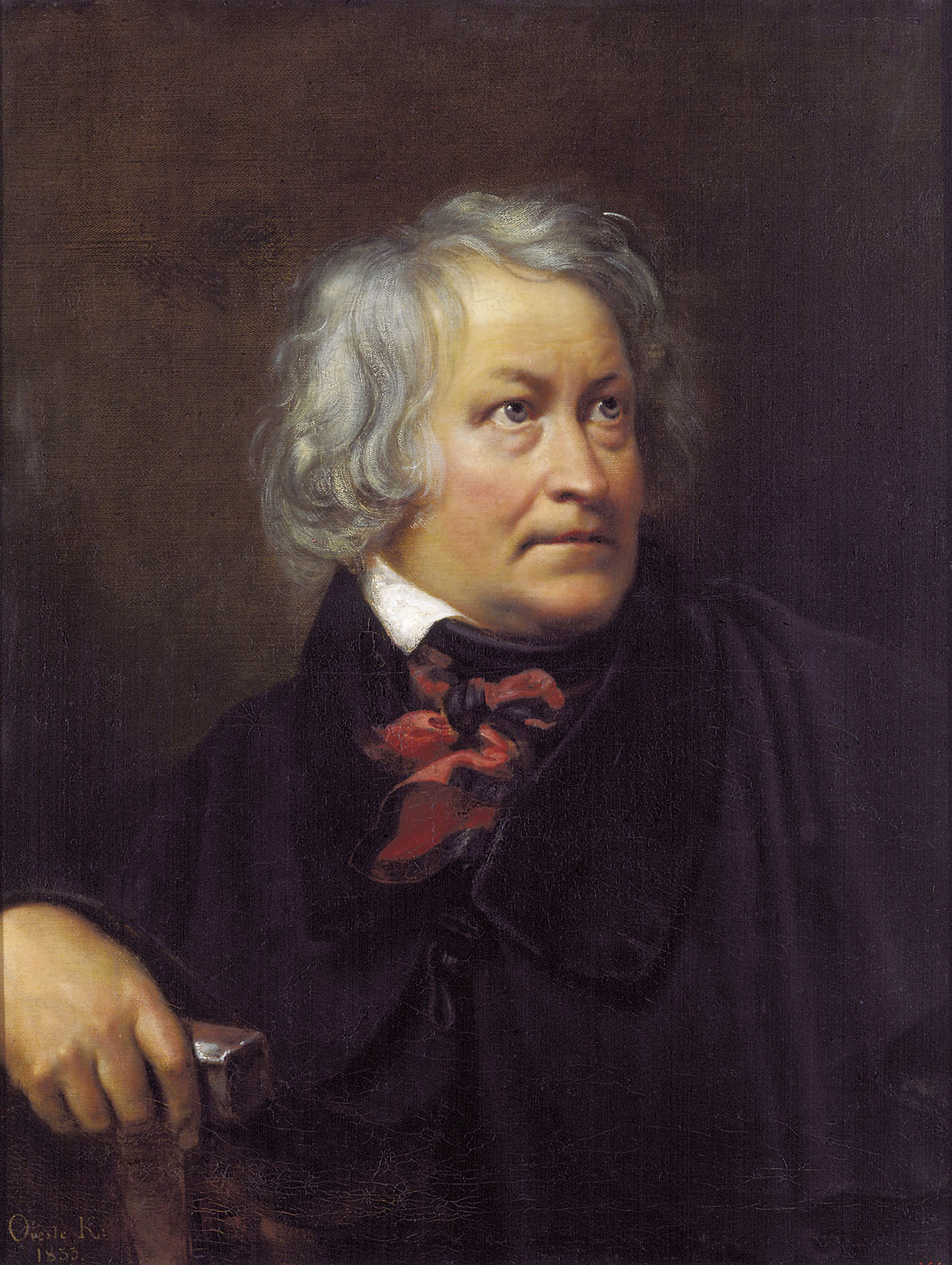
B.トルバルセン(彫刻家), 1833